# Robia LaMorte
Robia LaMorte, a po ślubie Robia Scott (ur. 7 lipca 1970 w Nowym Jorku, USA) – amerykańska aktorka.

## Życiorys
Urodziła się w 1970 roku w rodzinie katolickiej. Studiowała w Los Angeles County High School for the Arts, a następnie otrzymała pełne stypendium na studia taneczne w Dupree Dance Academy w Hollywood.
Zadebiutowała jako tancerka w wieku 16 lat. Występowała w wielu wideoklipach. W 1991 roku zwrócił na nią uwagę amerykański muzyk Prince, który zabrał ją w swoją trasę koncertową w charakterze tancerki. Znalazła się wówczas nawet na okładce jednego z jego singli, Diamonds and Pearls”.
Po zakończeniu trasy koncertowej, rozwijać się zaczęła jej kariera aktorska. Wystąpiła w ponad pięćdziesięciu reklamach oraz licznych filmach i serialach telewizyjnych. Największy rozgłos przyniosła jej rola w serialu Buffy: Postrach wampirów.
Po sukcesie w serialu Buffy, Robia porzuciła karierę aktorską by poświęcić się życiu religijnemu i ewangelizacji. Podróżowała po Stanach Zjednoczonych i świecie jako chrześcijańska ewangelistka. Napisała też książkę Counterfeit Comforts.
W 2019 roku powróciła na ekrany kin w antyaborcyjnym filmie Nieplanowane.

## Filmografia

### aktorka
- Ziemskie dziewczyny są łatwe (1988, Earth Girls Are Easy) jako tancerka
- Beverly Hills, 90210 (1990–2000) jako Jill Fleming (1993)
- Gett Off (1991) jako Pearl
- Blood Ties (1991) jako Female Shrike
- The Pros & Cons of Breathing (1994) jako Mona
- Fox Hunt (1996) jako Lisa Gilory
- Buffy: Postrach wampirów (1997–2003, Buffy the Vampire Slayer) jako Jenny Calendar
- Spawn (1997) jako XNN Reporter
- Deirdre’s Party (1998)
- Dwanaście postojów na drodze donikąd (1999, 12 Stops on the Road to Nowhere) jako Jenny
- Chicks, Man (1999) jako Kelly
- Rescue 77 (1999) jako Megan Cates
- Looking for Lois (2000) jako Fran
- Sprawiedliwość na 18. kołach (2000, 18 Wheels of Justice) jako Mauren
- Robot Bastard! (2002) jako Catherine
- Propaganda (2005, Pomegranate) jako Natalie
- Nieplanowane (2019, Unplanned) jako Cheryl